# Bellingham Technical College
Bellingham Technical College (zkracováno na Bellingham Tech nebo BTC) je technická vysoká škola v Bellinghamu v americkém státě Washington. Nachází se jen míli od centra Bellinghamu, což je asi 140 kilometrů severně od Seattlu a téměř 100 kilometrů jižně od Vancouveru. Je to jedna z městských vysokých škol v oblasti, stejně jako Whatcom Community College a Northwest Indian College.
Škola spolupracuje s regionálními podniky, kterým poskytuje pracovní sílu v mnoha odvětvích, a zároveň nabízí svým studentům možnost začít dobře finančně ohodnocovanou kariéru.
Škola nabízí přes padesát titulů a diplomů v oblastech konstrukční a strojírenské technologie, kuchařského umění, rybářství a akvakultury, zdravotnických a rodinných studií, výrobní a průmyslové technologie, managementu, obchodní a počítačové technologie, dopravní a mechanické technologie, svářečské technologie a elektromechanické technologie.
Škola dále nabízí kurzy, programy a příležitosti, které pomohou studentům získat vzdělávací schopnosti nutné pro akademický a zaměstnanecký úspěch a pro osobní obohacení.